# Usnea Ridge
Usnea Ridge är en bergstopp i Antarktis. Den ligger i Sydorkneyöarna. Argentina och Storbritannien gör anspråk på området. Toppen på Usnea Ridge är 160 meter över havet, eller 16 meter över den omgivande terrängen. Berget bas är 0,47 km bred. Usnea Ridge ligger på ön Signy.
Terrängen runt Usnea Ridge är varierad. Området är obefolkat. 